# Art Óg Ó Néill
Art Oge O'Neill fue un miembro de la Familia O'Neill, la principal familia gaélica irlandesa a comienzos de la era Tudor. En 1513 se convierte en líder de los O'Neill, manteniendo la posición hasta 1519, cuando fue sucedido por su medio-hermano.
Arte Oge era hijo de Conn More O'Neill y de su primera mujer, perteneciente a la familia O'Cahan. Conn More era gobernante de Tír Eoghain, una área considerablemente más grande que el actual Condado de Tyrone en Ulster. La elección de Art Oge en 1513 se basó en el apoyo del poderoso lord angloirlandés Gerald Fitzgerald, 8.º Conde de Kildare, cuya hermana había sido la segunda esposa de su padre. El crucial respaldo de Kildare era una señal de la influencia creciente de la Corona en sociedad irlandesa gaélica. El sucesor de Art Oge, su hermano Conn, reforzó formalmente su posición al tomar el título de Conde de Tyrone como parte de la política de Rendición y reconcesión.